# Свято-Троице-Никольский женский монастырь (Ташкент)
Свя́то-Тро́ицкий Нико́льский же́нский монасты́рь (узб. Avliyo Troise Nikolskiy ayollar monastiri, Авлиё Троице Никольский аёллар монастири) — православный женский монастырь Ташкентской и Узбекистанской епархии Среднеазиатского митрополичьего округа Русской православной церкви, расположенный в Ташкенте. Единственный монастырь в городе.

## История
Женская православная община Ташкента была образована в 1893 году. 21 апреля 1893 года по старому стилю после крестного хода епископ Омский и Семипалатинский Григорий (Полетаев) освятил место основания обители. 17 мая был заложен первый камень в основание будущего храма и келейного корпуса. К концу года здание с кельями для сестёр, количество которых к тому времени уже достигло 20 человек, было построено.
15 февраля 1894 года первая церковь Николаевского общежительного мужского монастыря - храм в честь святителя Николая Мирликийского - была освящена как домовая церковь женской общины. К храму примыкала кирпичная колокольня с 9 колоколами, самый большой из которых весил 100 пудов. Она была выстроена на средства ташкентских благотворителей, в основном - женщин. 
1 октября 1894 года община получила название «Никольской». 25 ноября того же года оно вместе со статусом женской иноческой общины было официально утверждено императорским указом. Тем же указом общине для расширения было предоставлено 40 гектаров земли в селе Успенском.
В 1897 году был возведён жилой сестринский корпус, а также трапезная с домом для священника. В это время в монастыре было уже 50 насельниц.
19 сентября 1901 года указом Святейшего Синода общине был присвоен статус общежительного женского монастыря, и наименование: Ташкентский Свято-Николаевский.
В 1900 году обитель приобрела соседние участки, расширенная территория была обнесена оградой, был построен новый корпус с просфорней и трапезной. К 1902 году монастырь имел 52 гектара земли, 30 из которых были засеяны хлебом, 14 - клевером, по 4 - заняты садом и огородами. Имелись 10 лошадей, 12 рабочих волов, 30 коров, и собственные косилка, жнейка, молотилка, веялка, плуги и конные грабли. В 1916 году количество насельниц достигло 100. При монастыре была открыта школа, в которой обучались девочки, преимущественно сироты.

### Собор Успения Божией Матери[1]
В конце первого десятилетия XX века храм Николая Мирликийского, рассчитанный на 60-70 молящихся, перестал отвечать потребностям монастыря, поэтому в 1911 году началось сооружение нового храма в честь Успения Божией Матери. Его проект принадлежал архитектору Алексею Щусеву.
Храм должен был быть пятиглавым, трёхпрестольным, с боковыми приделами во имя святителя и чудотворца Николая и святителя Василия Великого. Из-за начала Первой мировой войны строительство было прекращено в связи со введённым запретом на сбор пожертвований не на военные нужды.

## Закрытие монастыря
В 1922 году монастырь был закрыт. После закрытия Николаевского монастыря здание церкви пришло в упадок. На месте обители была размещена женская колония, находящаяся там по сей день. В здании храма со снесённым куполом была оборудована тюремная больница. Во времена советской власти монахини принимали постриг тайно.

## Восстановление монашеской жизни
В 1991 году Священный синод Русской православной церкви принял решение о восстановлении монастыря. Обитель была открыта заново не на прежнем месте, а на базе приходского Свято-Троицкого храма, и получила своё нынешнее название. В 1996 году монастырь посетил патриарх Московский и всея Руси Алексий II.
В монастыре проводятся ежедневные богослужения. На подворье под городом Чирчик ведётся подсобное хозяйство.

## Известные настоятельницы[1]
- инокиня Каллиста из Тихвинского монастыря - 1895 год.
- игуменья Евсевия, из Казанского монастыря в Троицке - 1897-1907 годы. Оставив по преклонности лет управление монастырём, она удалилась на покой в Градо-Троицкую Казанскую обитель, где умерла спустя два года.
- Мария Нагорнова (в иночестве и монашестве Лидия) - с 1909 года до закрытия монастыря, после возведения в сан игуменьи епископом Туркестанским и Ташкентским Димитрием (Абашидзе). В 1918 году она была арестована, и после тюремного заключения и восьми лет в Соловецком лагере особого назначения была сослана в Ашхабад. В 1931 году она, спасаясь от ареста, переехала в Ташкент и жила там до самой смерти в 1936 году. Могила игуменьи была обнаружена в 1994 году близ Александро-Невского храма на Боткинском кладбище.
- игуменья Любовь (Мария Васильевна Якушкина) - с 25 августа 1992 (по другим данным, 1995[2]) года по 2005 год[3]. Родилась 7 апреля 1951 года в Алма-Ате, 17 апреля 1978 года в Троице-Сергиевой лавре архимандритом Кириллом (Павловым) пострижена в монашество с именем Любовь. 21 марта 1991 года была возведена в сан игуменьи митрополитом Воронежским и Липецким Мефодием (Немцовым).
- игуменья Екатерина (Мальгина Людмила Валентиновна) - с 25-26 декабря 2013 года по ходатайству митрополита Ташкентского и Узбекистанского Викентия (Мораря) переведена настоятельницей в монастырь из Свято-Пантелеимонова женского монастыря в Краснотурьинске. Родилась 11 сентября 1948 года, где 27 декабря 2003 года приняла постриг.

## Фото
| Монастырь Николаевский общежительный мужской - освящён 1 октября 1894 года | Монастырь Свято-Троице-Никольский женский - восстановлен в 1990 году | Колокольня    | Святая вода |
| Иконостас                                                                  | Зал с крещальной                                                     | Роспись свода | Выход       |